# Typhlops cariei
Typhlops cariei este o specie de șerpi din genul Typhlops, familia Typhlopidae, descrisă de Hoffstetter 1946. A fost clasificată de IUCN ca specie nangamatay. Conform Catalogue of Life specia Typhlops cariei nu are subspecii cunoscute.